# 博阿紹德
博阿紹德（葡萄牙語：Boa Saúde），前稱雅努阿里乌西科（Januário Cicco），是巴西北大河州的一个市镇。总面积187.211平方公里，总人口8447人，人口密度45.1人/平方公里。